# Luoyang
Chengzhou
Luoyang, ou Loyang (chinois : 洛阳市 ; pinyin : luòyáng shì, Rōmaji: Rakuyo), autrefois Chengzhou, est une ville-préfecture de la province du Henan en Chine. On y parle le dialecte de Luoyang (zh) du mandarin zhongyuan. Située sur le fleuve Jaune, c'est l'une des quatre capitales historiques de la Chine.

## Histoire

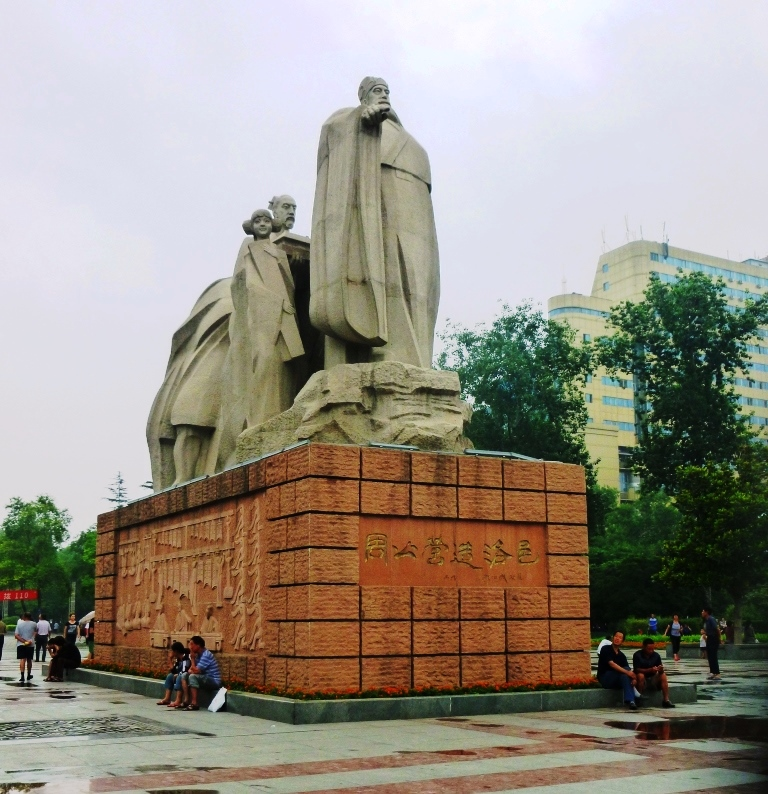
Statue du Duc de Zhou qui a fondé la ville, vers 1036.

Luoyang est situé dans la plaine centrale de la Chine et avait déjà une population dense et des projets d'irrigation au Néolithique, autour de 7000 avant J.-C. Un grand site de l'âge du bronze a été découvert à Erlitou, dans la région de Yanshi.
Elle fut à plusieurs reprises capitale de la Chine ancienne : sous les Zhou orientaux (-771 à -256, alors nommé Luoyi (洛邑, luòyì, « ville ou district de Luo »), les Han orientaux (25-220), le royaume de Wei (220-265, période des Trois Royaumes), les Jin occidentaux (265-316) et les Wei du Nord (494-534 ; la dynastie fut fondé en 386 mais eut d'abord sa capitale à Píngchéng). Sous les Sui (581-618) et les Tang (618-907), elle fut capitale secondaire aux côtés de Chang'an, l'actuelle Xi'an. L'empereur Daizong, se serait enfui à Luoyang en 763 pour échapper à une armée de cavaliers tibétains qui envahit la capitale chinoise de Chang'an sous le règne de Trisong Detsen, 38e roi du Tibet (740-797).
Le premier établissement bouddhique de Chine, le Baima si ou temple du Cheval blanc y fut établi en 68 par Mingdi des Han. Les plus anciennes versions de sûtras du bouddhisme mahāyāna à nous être parvenues sont les traductions chinoises que le moine kouchan Lokakshema fit entre 178 et 189 à Luoyang, en particulier le Pratyutpanna Sûtra qui introduit le bouddha Amitābha et le premier fragment du Prajñāpāramitā Sûtra d’où sont tirés le Sūtra du Cœur et le Sūtra du Diamant.
D'une manière globale, l'histoire a retenu que le bouddhisme en Chine au début de notre ère s'est propagé à partir de Lo-yang.
La ville de Luoyang, capitale de la Chine en 192, était réputée imprenable. Pour la protéger, une gigantesque porte fut construite au seul passage possible : cette entrée porte le nom de Hu Lao.
Selon la légende, les pivoines, plus exactement les pivoines arbustives (牡丹), furent bannies de Chang'an vers 700 par l'impérieuse impératrice Wu Zetian pour avoir refusé de fleurir sur son ordre une nuit d'hiver, et sont devenues depuis l'emblème de Luoyang.
En juillet 2021, à la suite de graves inondations dues à des pluies torrentielles, l’armée chinoise fait exploser un barrage à Luoyang pour libérer les eaux de crue.

## Économie
En 2005, le PIB total a été de 111,2 milliards de yuans, et le PIB par habitant de 17 383 yuans.
Luoyang est une ville industrielle, possédant des secteurs tels que la fabrication de machines, les matériaux de construction, la pétrochimie, la métallurgie et le textile léger. Elle abrite des entreprises renommées telles que l'usine de fabrication de tracteurs numéro un, le verre flotté de Luoyang (coté à la bourse de Hong Kong : 1108), les motos Dayang, le commutateur programmable HJD04, le fil de coton de Baima et les matériaux en cuivre de Mudan.

## Subdivisions administratives
La ville-préfecture de Luoyang exerce sa juridiction sur quinze subdivisions - six districts, une ville-district et huit xian :
- le district de Xigong - 西工区 Xīgōng Qū ;
- le district de Laocheng - 老城区 Lǎochéng Qū ;
- le district hui de Chanhe - 瀍河回族区 Chánhé huízú Qū ;
- le district de Jianxi - 涧西区 Jiànxī Qū ;
- le district de Jili - 吉利区 Jílì Qū ;
- le district de Luolong - 洛龙区 Luòlóng Qū ;
- la ville de Yanshi - 偃师市 Yǎnshī Shì ;
- le xian de Mengjin - 孟津县 Mèngjīn Xiàn ;
- le xian de Xin'an - 新安县 Xīn'ān Xiàn ;
- le xian de Luanchuan - 栾川县 Luánchuān Xiàn ;
- le xian de Song - 嵩县 Sōng Xiàn ;
- le xian de Ruyang - 汝阳县 Rǔyáng Xiàn ;
- le xian de Yiyang - 宜阳县 Yíyáng Xiàn ;
- le xian de Luoning - 洛宁县 Luòníng Xiàn ;
- le xian de Yichuan - 伊川县 Yīchuān Xiàn.

## Culte
La ville est le siège du diocèse catholique de Luoyang avec la cathédrale de la Mère-de-Dieu (Le siège est vacant). Le 11 avril 1946, le vicariat est élevé en diocèse par la bulle Quotidie Nos de Pie XII.

## Transport
- Le métro de Luoyang, en activité depuis 2021 et qui compte 2 lignes.
- La gare de Luoyang
- L'aéroport de Luoyang Beijiao

## Richesse culturelle
Le mont Laojun en Chine, est situé dans la province du Henan, à 2 heures 30 de route au sud-ouest de Luoyang. Cette structure architecturale située sur le plus haut pic des monts Funiu (2 217 m d’altitude) est l’une des destinations les plus populaires de la région. Cette montagne doit son nom à l’un des philosophes fondateurs du Taoïsme, Lao Tseu, qui s’y serait retiré pour s’immerger dans la spiritualité. En 2010, une statue de bronze haute de 38 mètres fut érigée en son honneur. En 2019, l’État jugea que cette statue n’était pas conforme et devait être retirée ; il fut alors ordonné aux autorités locales de voiler la statue, symbole de la culture taoïste, en attendant que le nécessaire soit fait. Les vues à couper le souffle qu’offre le mont Laojun valent largement le détour et l'on peut y accéder en téléphérique.

Sites
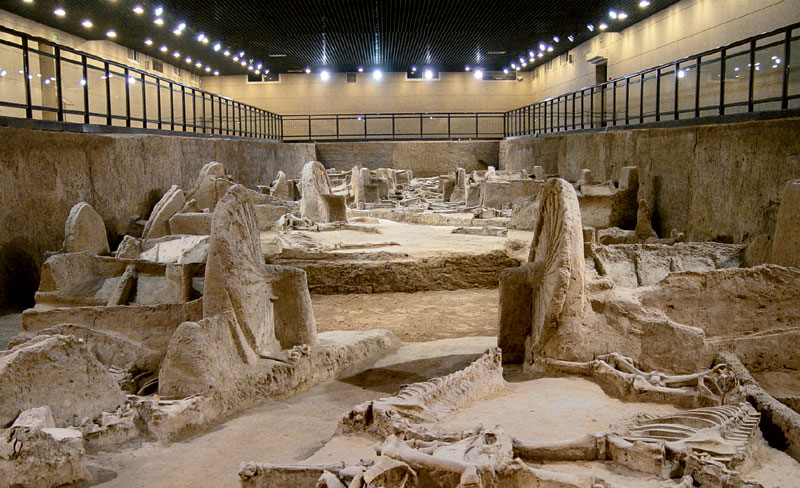
Musée des Attelages royaux des Zhou de l'Est.
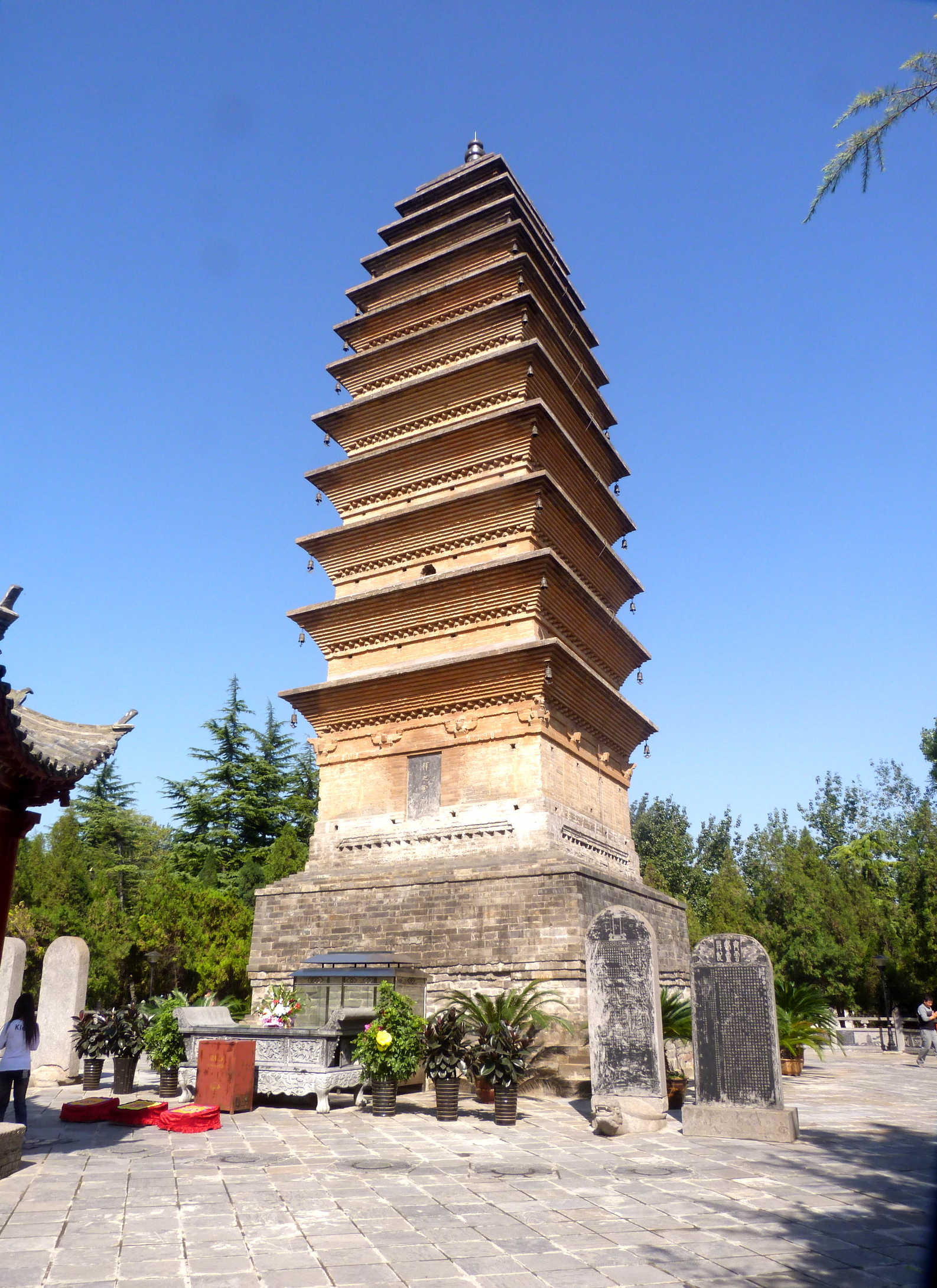
Qiyun pagode du temple du Cheval blanc.
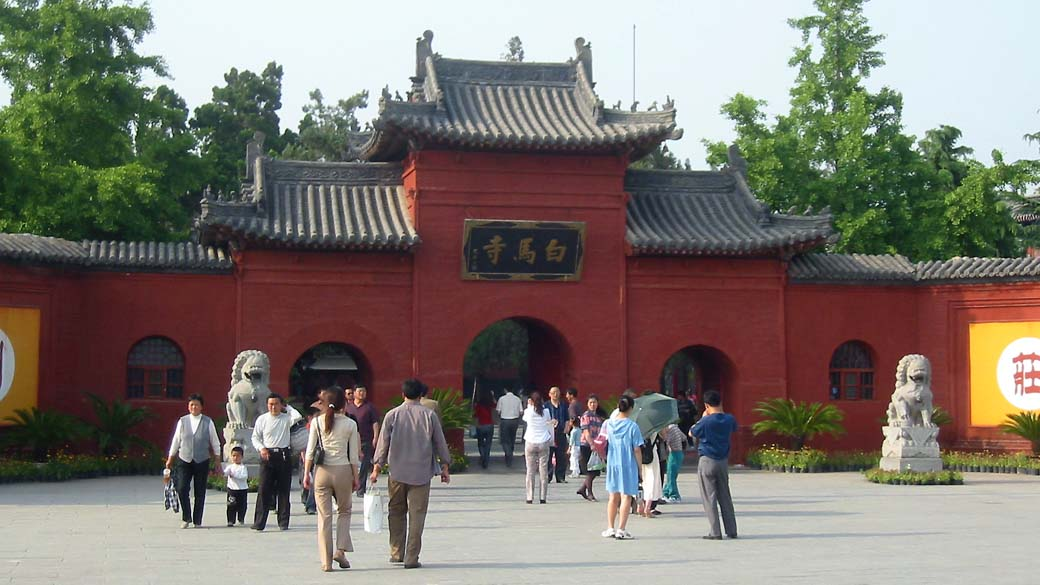
Entrée du temple du Cheval blanc à Luoyang.
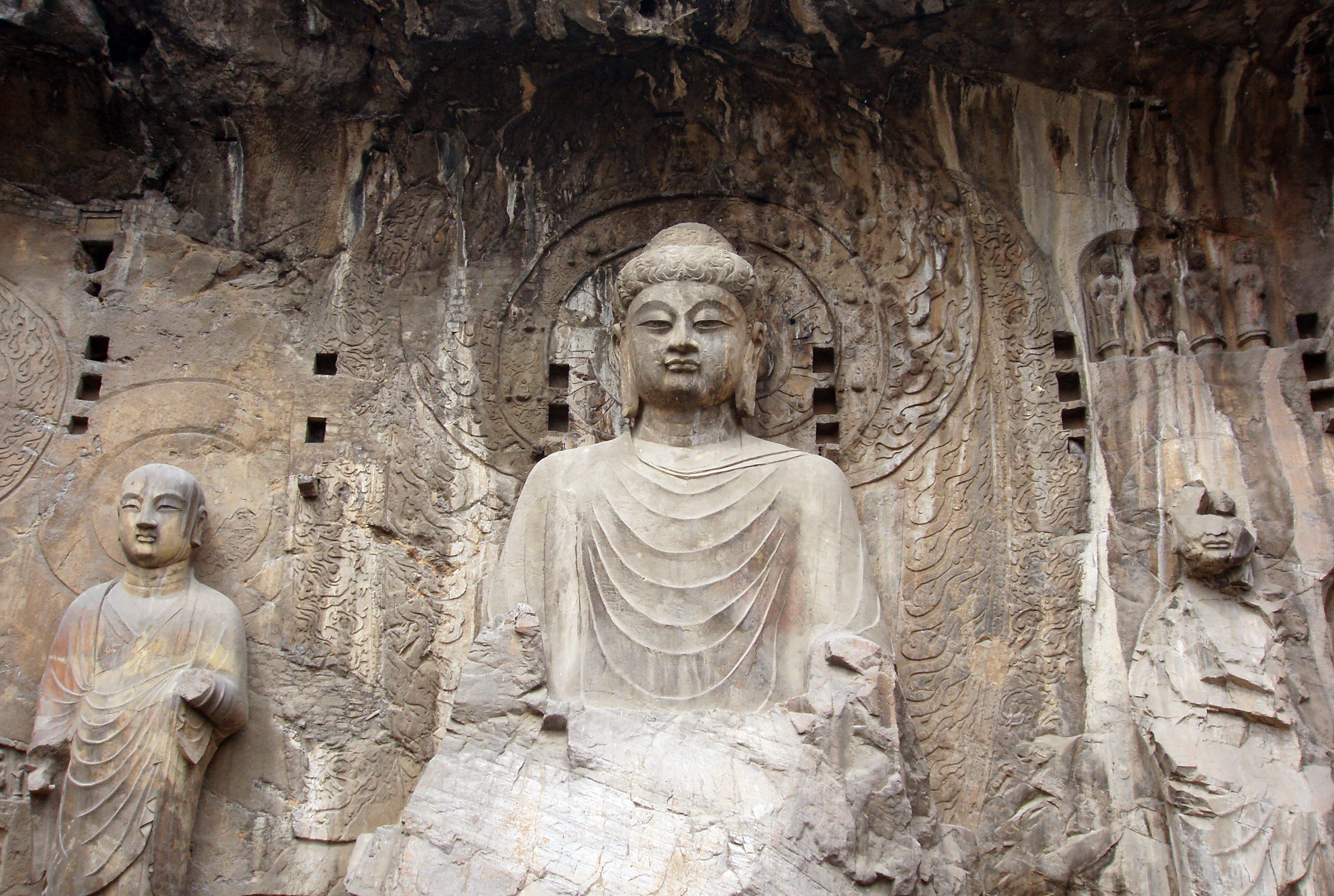
Statues bouddhistes dans les grottes de Longmen.
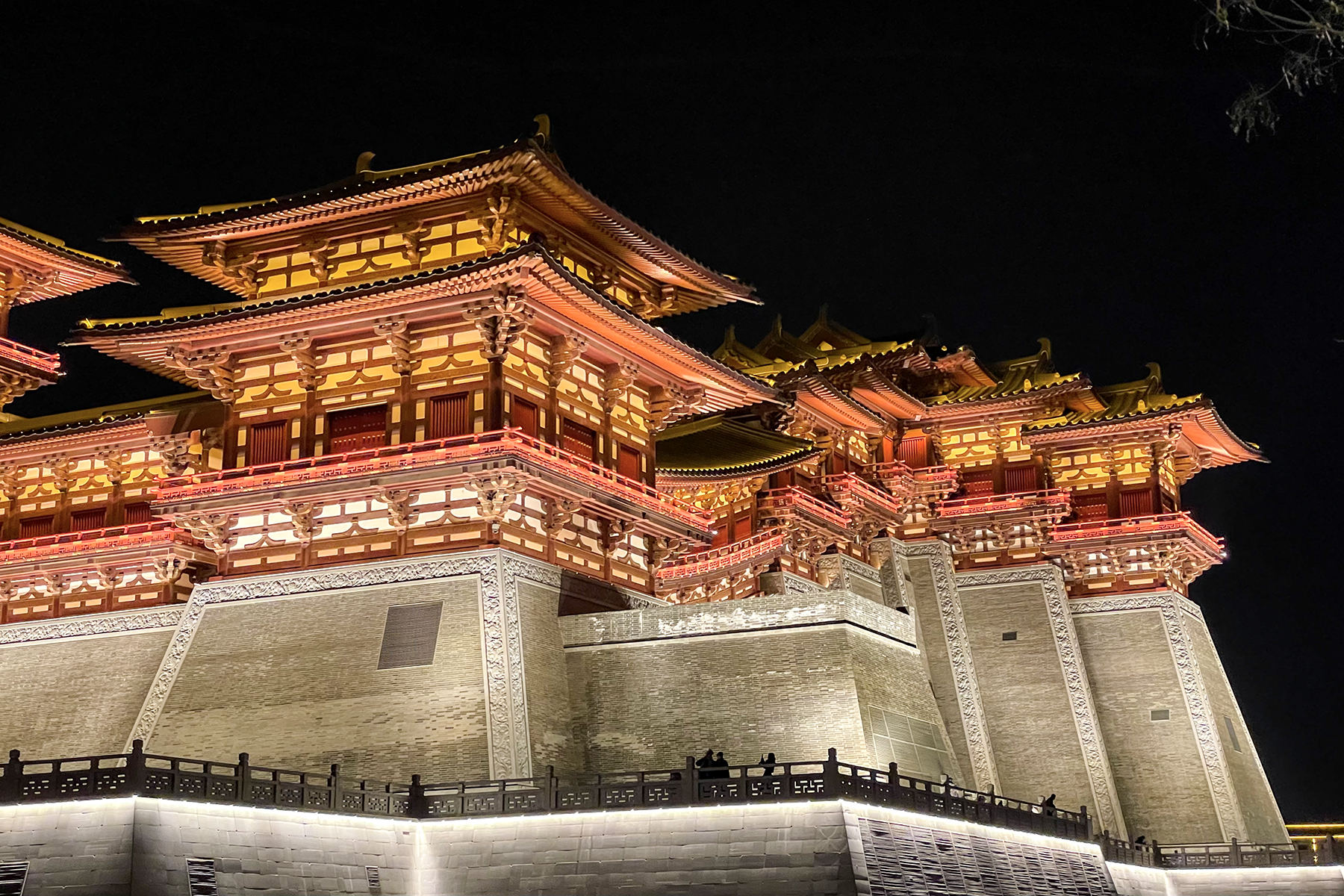
Ying tian men

## Jumelages
- Okayama (Japon) depuis 1981
- Tours (France) depuis 1982
- Sukagawa (Japon) depuis 1993
- Plovdiv (Bulgarie) depuis 1994
- La Crosse (Wisconsin) (États-Unis) depuis 1997
- Togliatti (Russie) depuis 2000
- Kashihara (Japon) depuis 2006
- Alcalá de Henares (Espagne) depuis 2010